# پیو پنی

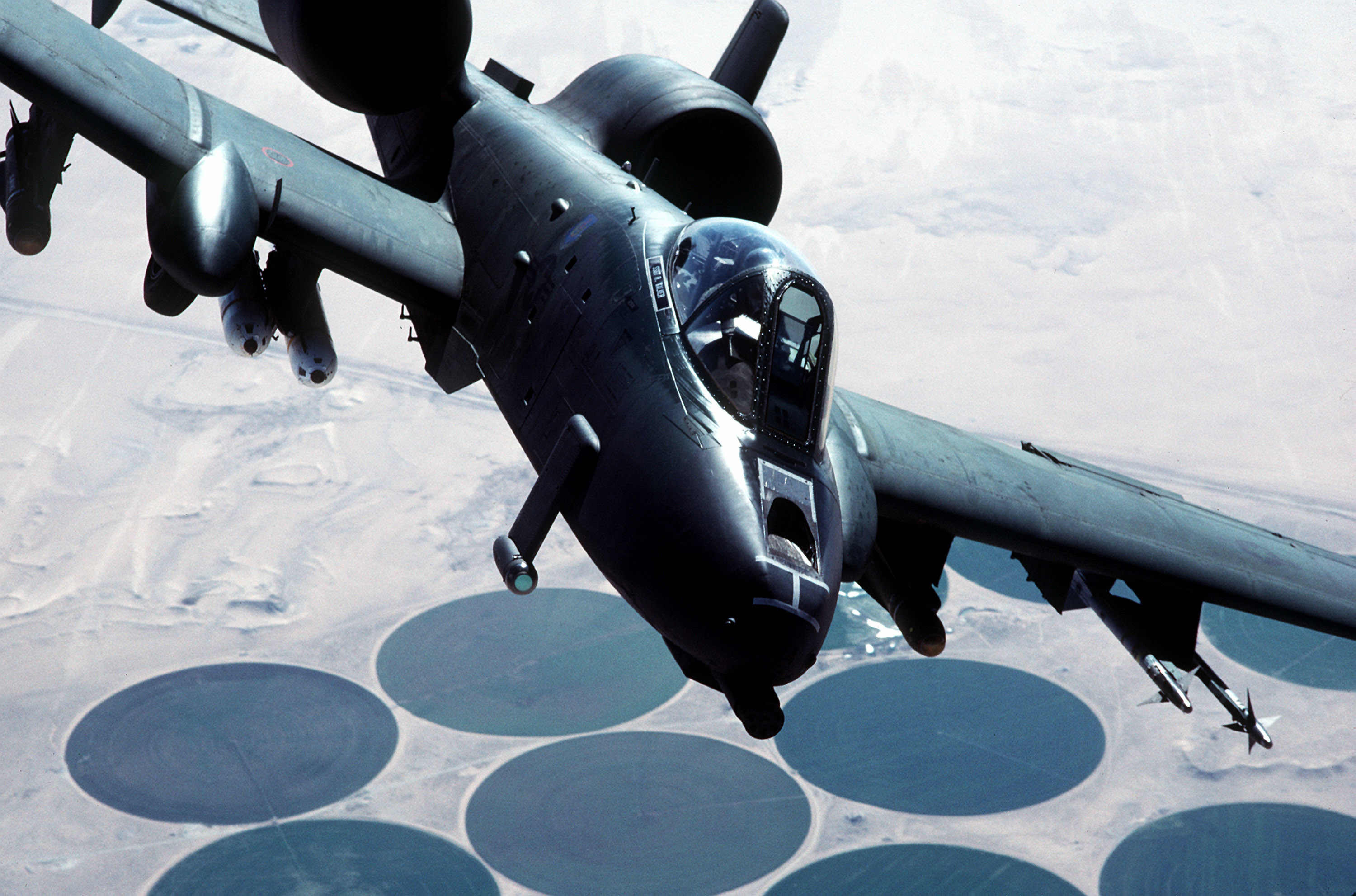
پیو پنی در جنگندهٔ ای-۱۰ تاندربولت ۲. گیرندهٔ لیزر پیو پنی در برآمدگی زیر بدنه پایین اتاقک خلبان دیده می‌شود.

لاکهید مارتین ای‌ان/ای‌ای‌اس-۳۵(وی) پیو پنی (به انگلیسی: AN/AAS-35(V) Pave Penny) یک ردیاب لیزر است که در هواگرد تهاجمی و شکاری-بمب‌افکن‌های نیروی هوایی ایالات متحدهٔ آمریکا به کار می‌رود تا این جنگنده‌ها بتوانند نقاط لیزر را روی زمین ردیابی کنند. این ردیاب خود پرتو لیزر تولید نمی‌کند، بنابراین هواگردهای مجهز به این سیستم بدون داشتن سخت افزارهای اضافی توانایی پرتاب بمب هدایت لیزری را ندارند. واژهُ Pave سرواژهٔ Precision Avionics Vectoring Equipment به معنی ابزار مسیریاب دقیق اویونیک می‌باشد. پیو پنی در میانهٔ دههُ ۱۹۷۵ بر پایهٔ ردیاب لیزری ای ان/ای دی کیو-۱۱ پیو اسورد که در جنگندهٔ اف-۴ فانتوم ۲ در خلال جنگ ویتنام به کار می‌رفت ساخته شد.
پیو پنی فقط دارای ۱۴/۵ کیلوگرم وزن است که پرتو لیزر بازتاب شده از لیزرافکن‌های دیگر که به وسیلهٔ نیروهای هوایی و زمینی خودی تابانده شده را جستجو می‌کند و اطلاعات هدف را روی سیستم هاد هواگرد نشان می‌دهد. کاربرد این دستگاه این است که خلبان بتواند از هدف گرفتن هدف‌هایی که نیروهای خودی از پیش آن را هدف گرفته‌اند خودداری کند و به سراغ هدف دیگری برود تا چند سلاح برای نابودی یک هدف به هدر نرود.